# Midway Airlines (1976)
Midway Airlines war eine US-amerikanische Fluggesellschaft mit Sitz in Chicago und Basis auf dem Flughafen Chicago-Midway.

## Geschichte

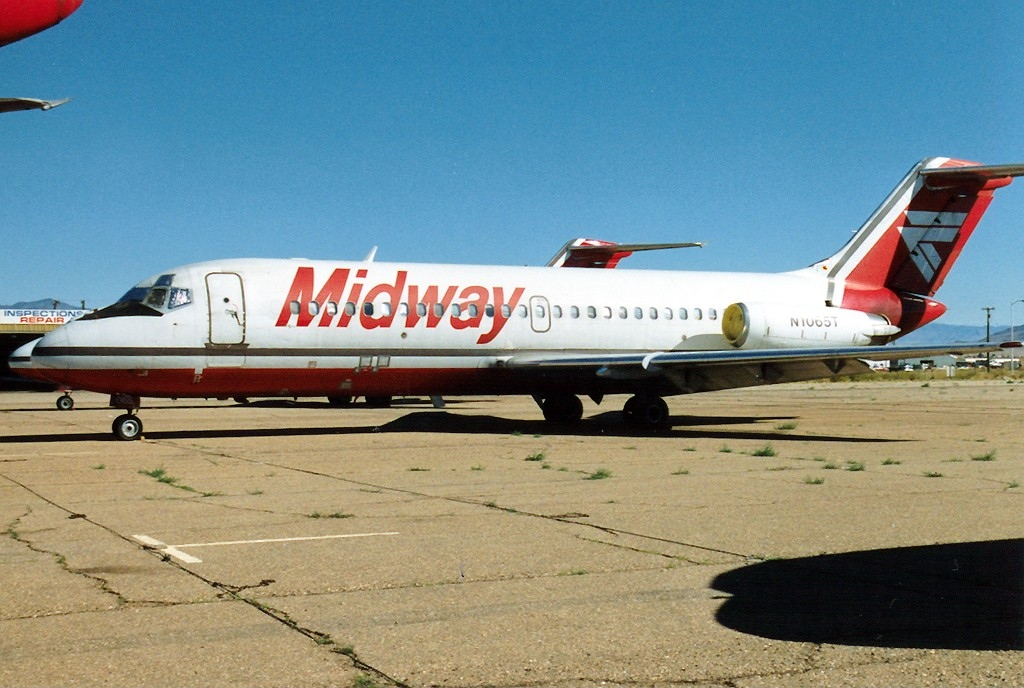
Eine Douglas DC-9-15 der Midway Airlines, Kingman 1991

Midway Airlines wurde am 6. August 1976 ins Leben gerufen, um den Chicago Midway Airport zu einem neuen Leben erwecken. Nach der Deregulierung der Luftfahrt 1978 fungierte Midway Airlines zunächst als Billigfluggesellschaft. Sie war für ihren niedrigen Flugpreis sowie für die leichte Erreichbarkeit des Flughafens Midway bekannt. Midway Airlines kaufte drei DC-9 von der Trans World Airlines und begann ihren Flugbetrieb am 31. Oktober 1979. Im Jahr 1980 kaufte sie weitere fünf DC-9 und flog unter anderem nach St. Louis, New York City und Washington, D.C. Die Gesellschaft flog kurzzeitig auch nach Minneapolis, stellte diese Verbindung jedoch bald wieder ein.
Im Jahr 1984 kaufte Midway Airlines die insolvente Air Florida mitsamt ihrer drei verbliebenen Boeing 737 auf und expandierte in die Karibik. Mit Stand Juni 1988 bot Midway Airlines insgesamt 116 Nonstop-Flüge zwischen dem Flughafen Midway und 25 weiteren Flughäfen.
Im Jahr 1989 begann die Fluggesellschaft auch am Flughafen Philadelphia. Durch den Wettbewerb mit USAir, verbunden mit steigenden Treibstoffpreisen nach der Invasion von Kuwait, sah sich Midway jedoch 1990 gezwungen, ihren Standort am Flughafen Philadelphia aufzugeben.
Durch den hohen Kerosinpreis während des Zweiten Golfkrieges kam es zu einem Rückgang der Passagierzahlen. Im März 1991 war Midway Airlines faktisch zahlungsunfähig. Die Gesellschaft versuchte, sich an die Northwest Airlines zu verkaufen. Northwest Airlines zog sich jedoch im November 1991 aus den Verhandlungen zurück, woraufhin Midway Airlines am darauffolgenden Tag ihren Flugbetrieb endgültig einstellen musste.

## Flotte
Im Laufe ihres Bestehens betrieb Midway Airlines (1976) auch folgende Flugzeugtypen: 
| Flugzeugtyp                       | Anzahl | In Dienst gestellt | Ausgeflottet | Bemerkungen                    |
| --------------------------------- | ------ | ------------------ | ------------ | ------------------------------ |
| Boeing 737-200                    | 14     | 1985               | 1992         | [ 3 ]                          |
| McDonnell Douglas DC-9-14         | 1      | 1979               | 1991         | [ 4 ]                          |
| McDonnell Douglas DC-9-15         | 8      | 1979               | 1993         | [ 3 ]                          |
| McDonnell Douglas DC-9-31         | 38     | 1981               | 1994         | [ 3 ]                          |
| McDonnell Douglas DC-9-32         | 17     | 1984               | 1993         | [ 3 ]                          |
| McDonnell Douglas DC-9-81 (MD-81) | 2      | 1983               | 1985         | N10028, N10029                 |
| McDonnell Douglas DC-9-82 (MD-82) | 4      | 1990               | 1992         | N809ML, N810ML, N811ML, N812ML |
| McDonnell Douglas DC-9-83 (MD-83) | 3      | 1990               | 1992         | N905ML, N906ML, N907ML         |
| McDonnell Douglas DC-9-87 (MD-87) | 8      | 1989               | 1993         | [ 3 ]                          |
| McDonnell Douglas MD-88           | 2      | 1990               | 1992         | N903ML, N904ML                 |